# Caroline Mart
Caroline Mart (* 10. Oktober 1960 in Luxemburg) ist eine luxemburgische Journalistin.

## Leben
Mart ist die Tochter des Politikers Marcel Mart (1927–2019). Seit 1985 arbeitet sie für den Privatsender RTL Télé Lëtzebuerg, anfangs als Moderatorin im Radio und im Fernsehen. Später war sie Verantwortliche im Bereich Kultur und Leiterin des Bereichs Information. Seit September 2007 ist sie stellvertretende Chefredakteurin von RTL Télé Lëtzebuerg.
Alle 14 Tage moderiert sie die Fernsehshow Kloertext, eine Talkshow zu gesellschaftlichen Themen in Form eines Runden Tisches.
2016 wurde sie mit dem Verdienstorden des Großherzogtums Luxemburg ausgezeichnet.
Sie hat drei Kinder und  war mit dem deutschen Publizisten Richard David Precht verheiratet.